# 八塚山
八塚山（やつつかやま）は、石川県金沢市にある山である。
山頂に古墳が8基あることが由来である。御所八塚山(ごしょやつつかやま)とも呼ばれる。

## 概要
山の一部を金沢外環状道路が通っている。
山頂に位置する御所八塚山古墳は、金沢大学考古学研究会によって発見・調査が行われている。

## 歴史
- 1949年（昭和24年） - 高堀勝喜氏踏査、古墳時代後期の円墳群と評価。
- 1953年（昭和28年） - 「御所八つ塚山保存会」が結成される。
- 1960年（昭和35年） - 山頂に弁財天堂建立。「八つ塚保存会」結成。
- 1968年（昭和43年） - 吉岡康暢氏踏査、5世紀代、金腐川一帯の豪族の古墳と位置付ける。
- 1989年（平成元年） -　金沢大学考古学研究会による測量・発掘調査。